# Base aérea de Kindley
La Base Aérea de Kindley  (en inglés: Kindley Air Force Base) era una base de la Fuerza Aérea de los Estados Unidos en las Bermudas que funcionó entre 1948 y 1970, habiendo estado operativa desde 1943 hasta 1948 por las Fuerzas Aéreas del Ejército de los Estados Unidos como campo Kindley.
Antes de la entrada de Estados Unidos en la Segunda Guerra Mundial, los gobiernos del Reino Unido y los Estados Unidos encabezados por el primer ministro Winston Churchill y el presidente Roosevelt llegaron a un acuerdo de intercambio de un número de destructores estadounidense navales obsoletos por los derechos de una base de 99 años en un número de territorios del Imperio británico. Se les concedieron en Bermuda y Terranova, aunque Reino Unido no recibió préstamos a cambio de estos.
Como el gobierno de las Bermudas no había sido parte en el acuerdo, la llegada de ingenieros de Estados Unidos en 1941 llegó más bien como una sorpresa para muchos en las Bermudas. Los ingenieros estadounidenses comenzaron examinando la colonia para la construcción de un campo de aviación que fue concebido para hacerse cargo de la mayor parte del extremo oeste de la isla.
Desde 1962, varios cohetes de sondeo fueron lanzados desde Kindley y la Administración Nacional de Aeronáutica y del Espacio operó una estación de seguimiento y telemetría en la isla de Cooper, en el borde oriental de la antigua Estación Aérea Naval desde 1960 en apoyo de las operaciones de vuelos espaciales tripulados.